# Dioon califanoi
Dioon califanoi — вид голонасінних рослин класу саговникоподібні (Cycadopsida).

## Опис
Рослини деревовиді. Стовбур 3 м заввишки, 30 см діаметром. Листки темно-зелені, тьмяні, довжиною 70–85 см, з 160—200 фрагментів. Листові фрагменти лінійні; середні 6–7 см завдовжки, шириною 7–8 мм. Пилкові шишки вузько-яйцюваті, світло-коричневі, довжиною 30–40 см, 8–10 см діаметром. Насіннєві шишки яйцеподібні, світло-коричневі, довжиною 40–50 см, 20–25 см діаметром. Насіння яйцеподібні, 30–40 мм, шириною 20–25 мм, саркотеста кремова або біла.

## Поширення, екологія
Країни поширення: Мексика (Оахака, Пуебла). Рослини ростуть на крутих тіньових схилах у тропічних, листяних лісах. Вони знаходяться в перехідній зоні між дубово-сосновим лісом і листяним тропічним шиповим лісом. Ґрунти, як правило, кам'янисті й бідні.

## Загрози та охорона
Рослини перебувають під загрозою руйнування місця існування в результаті випасу худоби та дорожньо-будівельних робіт, а також через надмірне колекціонування.